# Clubiona hundeshageni
Clubiona hundeshageni este o specie de păianjeni din genul Clubiona, familia Clubionidae, descrisă de Strand, 1907. Conform Catalogue of Life specia Clubiona hundeshageni nu are subspecii cunoscute.